# Szár
Szár là một thị trấn thuộc hạt Fejér, Hungary. Thị trấn này có diện tích 22,63 km², dân số năm 2010 là 1680 người, mật độ 74 người/km².